# Magdeburg Virgin Guards
Die Magdeburg Virgin Guards (auch einfach nur Virgin Guards oder Garde) sind die American-Football-Abteilung des Magdeburger SV 90 Preussen. Diese spielen in der Saison 2018 in der Regionalliga Ost.

## Geschichte

### Gründung und die ersten Jahre
Die Virgin Guards wurden 1995 gegründet, nahmen aber erst ab 1996 am regulären Spielbetrieb teil, so dass 1995 nur Freundschaftsspiele gespielt wurden. Das erste Spiel verlor die Garde mit 0:70 bei den Schwerin Vikings. Das erste Heimspiel folgte am 8. Oktober 1995 gegen die Chemnitz Crusaders, wurde jedoch noch in Irxleben ausgetragen. In den drei folgenden Jahren konnte jeweils der Meistertitel in den jeweiligen Ligen errungen und somit der Aufstieg erreicht werden. 1999 spielte das Team der Virgin Guards sein erstes Jahr in der Regionalliga. Man wurde hinter den Dresden Monarchs Zweiter und erreichte somit die Playoffs. Jedoch verlor man das Halbfinalspiel bei den Hannover Musketeers mit 6:13. 
Die Revanche dafür gab es in der Saison 2000, in der man die Musketeers in der Regular Season zweimal besiegte und sich so ein Heimspielrecht für das Halbfinale erkämpfte. Dieses Halbfinalspiel konnte man mit 24:10 gegen die Wolfsburg Blue Wings gewinnen und sich so die Finalteilnahme sichern. Gegner waren wiederum die Hannover Musketeers, doch ebenso wie in der Regular Season konnten sie auch im Finale geschlagen werden. Das Spiel endete 16:13 für die Magdeburger Garde und bedeutete den Aufstieg für die Virgin Guards in die 2. Bundesliga Nord.

### Erste Versuche in der 2. Bundesliga und Neuanfang in der Regionalliga
Unterm Strich gewannen die Virgin Guards in der Saison 2001 nur dreimal, dies reichte jedoch für den Klassenerhalt. In der Saison 2002 konnte man nur zwei Siege einfahren, dies reichte aber wiederum aus, um den sportlichen Klassenerhalt zu sichern. Jedoch beendeten gleich 11 Spieler nach dieser Saison ihre aktive Laufbahn. Deshalb verzichteten die Virgin Guards auf ihr Startrecht für die 2. Bundesliga Nord in der Saison 2003 und traten in der Regionalliga an.
In den Jahren zwischen 2003 und 2006 waren einzig Siege über die jetzigen GFL Teams der Berlin Rebels und der Kiel Baltic Hurricanes möglich, den Rest der Saisons spielte man ohne besondere Höhen oder Tiefen und schaffte den Klassenerhalt. In der Saison 2007 wurde die Garde in der Regionalliga Nord ungeschlagener Meister und spielte gegen den Meister der Regionalliga West um den Aufstieg in die GFL 2. Das Heimspiel gegen die Assindia Cardinals konnte noch mit 14:7 gewonnen werden, doch im Rückspiel unterlagen die Virgin Guards mit 13:21 in Essen. In der Summe verpasste man den Aufstieg in die GFL 2 mit 27:28, also mit dem kleinstmöglichen Abstand.
Insgesamt konnte die Regionalliga Ost in der Saison 2008 mit nur einem abgegebenen Punkt gewonnen werden, was wiederum die Playoff-Teilnahme sicherte. Im Nachhinein wurden allerdings fünf Spiele der Virgin Guards als Niederlage gewertet, weil sie Spieler spielen ließen, die in der gleichen Saison bereits bei anderen Mannschaften spielten. Somit blieb ihnen die Playoff-Teilnahme verwehrt, und man startete in der Saison 2009 erneut in der Regionalliga Ost. Auch in der Saison 2009 wurden die Magdeburg Virgin Guards Meister der Regionalliga Ost und stiegen direkt in die GFL 2 auf, weil ein Sportgericht die Spielwertungen gegen die Garde aus dem Jahr 2008 revidierte. Grund dafür war, dass die Spieler nicht in Deutschland, sondern in Frankreich und Dänemark gespielt haben, so dass kein Regelverstoß vorlag. Somit wurde der Aufstieg ohne ein Playoff bzw. Qualifikationsspiel möglich.

### Die Virgin Guards in der GFL 2
Die Saison 2010 verlief für die Magdeburger Garde positiv: man gewann acht Spiele und verlor nur sechs, was am Ende der Saison den vierten Platz bedeutete. 2011 schaffte man mit dem 5. Platz und 7:13 Punkten wiederum den Klassenerhalt in der GFL 2 und ließ das Team der Cologne Falcons hinter sich. Doch gleich fünf Spieler der Magdeburger Garde wechselten zur Saison 2012 zu den Berlin Rebels, dazu beendeten einige weitere ihre aktive Laufbahn als Sportler. Die Abteilungsleitung der Virgin Guards zog daraus die Konsequenz, keine Lizenz für die GFL 2 für die Saison 2012 zu beantragen, stattdessen sollten die neuen Spieler und die Nachwuchsspieler in der Regionalliga an das Niveau herangeführt werden.

### Virgin Guards ab 2012
In der Saison 2012 startete das Team in der Regionalliga Ost und konnte mit sechs Siegen und sechs Niederlagen den 4. Platz belegen und sich weit von der Abstiegsregion entfernen. Auch die Saison 2013 war eine erfolgreiche für die Magdeburger Garde. Zum Saisonende standen sechs Siege bei nur vier Niederlagen auf dem Konto. Außerdem gelang es den Magdeburgern als einziges Team, den Regionalligameister Tollense Sharks mit einem 35:12-Erfolg vor heimischer Kulisse zu besiegen.

## Spielstätte
Die Virgin Guards tragen ihre Heimspiele in der Regionalliga im Heinrich-Germer-Stadion in Magdeburg aus. Als das Team noch in der GFL 2 spielte, ist man mehrmals in die deutlich größere MDCC-Arena ausgewichen.